# Antoine (Arkansas)
Antoine é uma cidade  localizada no estado americano de Arkansas, no Condado de Pike.

## Demografia
Segundo o censo americano de 2000, a sua população era de 156 habitantes.
Em 2006, foi estimada uma população de 152, um decréscimo de 4 (-2.6%).

## Geografia
De acordo com o United States Census Bureau, a localidade tem uma área de 1,3 km², toda coberta por terra e nenhuma por água. Antoine localiza-se a aproximadamente 91 m acima do nível do mar.

## Localidades na vizinhança
O diagrama seguinte representa as localidades num raio de 32 km ao redor de Antoine.